# Рукола (питома)
Рукола (лат. Eruca sativa) је једногодишња зељаста биљка из фамилије купусњача (Brassicaceae), природно распрострањена у области Средоземља. Узгаја се и користи у људској исхрани као лиснато поврће од давнина.
Гаји се због лишћа оштрог пикантног укуса, богатог витаминима. Стимулативно делује на људски организам, нарочито на органе за варење - желудац и црева.
Други називи под којима се може срести у земљама окружења су: рига (уобичајен у хрватском језику), рокула, ругула, ригола и слични локализми, затим вризак, гарда, грда и лудимено симе.

## Порекло
Рукола у природи расте као коровска биљка на запуштеним местима и депонијама. Као гајена врста била је позната већ у Старој Грчкој и Риму. Пореклом је из западног Медитерана (Алжир и јужна Шпанија), одакле се проширила, подивљала или самоникла, далеко на исток. У Индији расте као посебан варијетет, E. s. var. orientalis. Узгојем је доспела и у средњу Еуропу, а као увезена врста расте и у Сједињеним Америчким Државама.

## Изглед биљке
Рукола је једногодишња или двогодишња зељаста биљка карактеристичног мириса. Висока је до 60 цм и цела више или мање обрасла длакама. У вегетативној фази развија на скраћеној стабљици лисну розету висине до 6 цм. Листови су на кратким петељкама, више или мање урезани, са већим вршним режњем. Могу бити дуги до 20 цм. При вишим температурама развија се цветна стабљика која је усправна, угласта и уздужно избраздана, у горњем делу разграната. Цветови су бели или жућкасти, прошарани љубичастим жилицама. Скупљени су у гроздасте цвасти. Плодови су љуске усправно прилегле уз стабљику, голе или длакаве, с пљоснатим, до 9 мм дугим двостраним кљуном на врху. Биљка цвета током маја и јуна. Семе је ситно, округло, апсолутне тежине око 2 г.
- Стабљика
- Лист
- Цвет
- Цваст
- Плод
- Семе

## Гајење
Рукола се гаји због лишћа оштрог пикантног укуса, богатог витаминима. Скромних је захтева за топлотом и отпорна је на мразеве. Зато се може производити током целе године. Успева на готово сваком земљишту, али најбоље на лаким песковитим и средње тешким земљиштима pH неутралне или алкалне реакције, богато, које задржава влагу. Највише јој одговарају делимично засењени положаји. Може се сејати од фебруара до септембра у више наврата. Може се брати већ 40 - 60 дана након сетве. На 1 m² може се постићи принос до 2 кг.
Осим у Европи, рукола се гаји и у Северној Америци, Северној Африци и на Блиском истоку.

#### Гајене сорте
- КУЛТИВАТА (COLTIVATA)
- РИГА

## Употреба
Од римских времена у Италији, сирова рукола се додавала у салате. Често се додаје пици на крају или непосредно након печења. Такође се користи кувана у Апулији, у јужној Италији, за прављење јела од тестенине каватиједи, „у које се велике количине грубо исецкане руколе додају у тестенину зачињену домаћим редукованим сосом од парадајза и пекорина“, као и у „многим рецептима у којима се додаје, сецка, у сосове и кувана јела“ или у сосу (који се прави пржењем на маслиновом уљу и белом луку) који се користи као зачин за хладно месо и рибу. Широм Италије се користи као салата са парадајзом и са буратом, бокончинијем, бизоном и моцарела сиром. У Риму се рукола користи у штракетима, јелу од танких кришки говедине са сировом руколом и пармезаном.
У Турској се, слично, рукола једе сирова као прилог или салата уз рибу, али се додатно послужује са сосом од екстра девичанског маслиновог уља и лимуновог сока.
У Словенији се рукола често комбинује са куваним кромпиром или користи у супи.
У западној Азији, Пакистану и северној Индији, Eruca семе се цеди да би се добило тарамира уље, које се користи за кисељење и (након што одтоји да би се уклонила оштрина) као салата или уље за кување. Погача се такође користи као храна за животиње.
У исхрани се употребљавају и самоникла и култивисана рукола. Захваљујући хранљивости и лековитости веома је заступљена у многим светским кухињама, као додатак сендвичима, у салатама, на пицама или као декорација јела са месом. За разлику од самоникле, култивисана рукола је крупнија, није горка. Користе се млади, сочни листови, цветови, младе семене чауре и зрело семе.
Горчина листова руколе потиче од глукозинолата изотиоцијаната који се налази и у сродним биљкама (рен, крес и др). Ипак, рукола има другачији укус од сродних биљака јер поред изотиоцијаната садржи естре бутерне киселине и једињења са сумпором, што јој даје врло специфичан укус и мирис.
Рукола стимулативно делује на људски организам, нарочито на органе за варење - желудац и црева. Осим тога помаже код прехладе и ублажава кашаљ. Сматра се такође и да цела биљка делује као афродизијак. Семе руколе сматра се природним антибиотиком и некада се употребљавало као средство против уједа шкорпиона.

### Хранљива вредност
Млади листови самоникле биљке богати су витамином Ц (130-190 mg%) и каротеном (око 7 mg%). Осим тога садржи и значајне количине витамина Б-комплекса, пектина, калцијума, фосфора, гвожђа, магнезијума, калијума и бакра.

## Синоними
- Brassica eruca L.
- Brassica erucoides Hornem.
- Brassica erucoides Roxb.
- Brassica lativalvis Boiss.
- Brassica pinnatifida Desf.
- Brassica turgida Pers.
- Brassica uechtritziana Janka
- Brassica vesicaria L.
- Crucifera eruca E.H.L.Krause
- Eruca aurea Batt.
- Eruca cappadocica Reut.
- Eruca cappadocica Reut. ex Boiss.
- Eruca deserti Pomel
- Eruca drepanensis Caruel
- Eruca eruca (L.) Asch. & Graebn. nom. inval.
- Eruca foetida Moench
- Eruca glabrescens Jord.
- Eruca grandiflora Cav.
- Eruca lanceolata Pomel
- Eruca latirostris Boiss.
- Eruca longirostris Uechtr.
- Eruca longistyla Pomel
- Eruca oleracea J.St.-Hil.
- Eruca orthosepala (Lange) Lange
- Eruca permixta Jord.
- Eruca pinnatifida (Desf.) Pomel
- Eruca ruchetta Spach
- Eruca sativa Mill.
- Eruca stenocarpa Boiss. & Reut.
- Eruca sylvestris Bubani
- Euzomum hispidum Link
- Euzomum sativum Link
- Euzomum vesicarium (L.) Link
- Raphanus eruca (L.) Crantz
- Raphanus vesicarius (L.) Crantz
- Sinapis eruca (L.) Clairv.
- Sinapis eruca (L.) Vest
- Velleruca longistyla Pomel
- Velleruca vesicaria (L.) Pomel